# گونار راندرز
 گونار راندرز (انگلیسی: Gunnar Randers؛ زاده ۲۱ آوریل ۱۹۱۴ درگذشته ۷ فوریهٔ ۱۹۹۲) یک فیزیک‌دان اهل نروژ بود. 